# Pyauli
Pyauli (nep. प्याउली) – gaun wikas samiti we wschodniej części Nepalu w strefie Kośi w dystrykcie Bhojpur. Według nepalskiego spisu powszechnego z 2001 roku liczył on 515 gospodarstw domowych i 2550 mieszkańców (1358 kobiet i 1192 mężczyzn).